# Sântandrei
Sântandrei è un comune della Romania di 3 978 abitanti, ubicato nel distretto di Bihor, nella regione storica della Transilvania.
Il comune è formato dall'unione di 2 villaggi: Palota e Sântandrei.
Dal 2005 fa parte della Zona metropolitana di Oradea